# Mang thai cổ tử cung
Mang thai cổ tử cung là một thai ngoài tử cung đã được cấy vào nội mạc tử cung. Một thai kỳ như vậy thường tự động bị phá thai trong ba tháng đầu, tuy nhiên, nếu nó được cấy gần khoang tử cung - được gọi là mang thai cổ tử cung - thì thai có thể tiếp tục lâu hơn. Cắt bỏ nhau thai trong thai kỳ cổ tử cung có thể dẫn đến xuất huyết lớn.

## Chẩn đoán
Chẩn đoán được thực hiện ở phụ nữ mang thai không có triệu chứng bằng cách kiểm tra thấy cổ tử cung bị đổi màu hơi xanh hoặc phổ biến hơn là bằng siêu âm sản khoa. Một triệu chứng không đặc hiệu điển hình là chảy máu âm đạo khi mang thai. Siêu âm sẽ cho thấy vị trí của túi thai trong cổ tử cung, trong khi khoang tử cung "trống rỗng". Mang thai cổ tử cung có thể bị nhầm lẫn với sẩy thai khi mô thai đang đi qua cổ tử cung.
Về mặt mô học, chẩn đoán đã được đưa ra theo tiêu chí của Rubin trên mẫu vật phẫu thuật: các tuyến cổ tử cung nằm đối diện với mô lá nuôi phôi, đính kèm  nằm bên dưới lối vào của tử cung đến tử cung hoặc phản xạ trước phúc mạc và các yếu tố của thai nhi không có. tử thi. Vì nhiều trường hợp mang thai ngày nay được chẩn đoán sớm và không cắt bỏ tử cung, tiêu chí của Rubin thường không thể được áp dụng.

## Xử lý
Mang thai cổ tử cung thực sự có xu hướng phá thai; tuy nhiên, nếu thai nằm ở vị trí cao hơn trong ống tủy và nhau thai tìm thấy sự hỗ trợ trong khoang tử cung thì nó có thể đi qua tam cá nguyệt đầu tiên. Với nhau thai được cấy máu âm đạo rộng bất thường có thể được dự kiến tại thời điểm sinh và loại bỏ nhau thai. Mặc dù mang thai cổ tử cung sớm có thể phá thai một cách tự nhiên hoặc có thể được kiểm soát bằng cách cắt bỏ, D&C, khâu vết thương, đốt điện và chèn ép, bằng thuốc như methotrexate, và/hoặc bằng cách thuyên tắc động mạch tử cung, mang thai cao hơn có thể yêu cầu cắt tử cung để kiểm soát chảy máu. Mang thai loại này càng tiến triển thì nguy cơ chảy máu lớn càng cao đến mức phải cắt tử cung.